# Chevreaux
Chevreaux település Franciaországban, Jura megyében. Lakosainak száma 126 fő (2022. január 1.). Chevreaux Gizia, Graye-et-Charnay, Digna, Loisia, Rosay, Véria, Champagnat és Cuiseaux községekkel határos.

## Népesség
A település népességének változása:
| Lakosok száma | 196  | 225  | 168  | 152  | 136  | 126  | 122  | 129  | 128  | 126  |
|               | 1968 | 1982 | 1990 | 2006 | 2013 | 2015 | 2017 | 2019 | 2020 | 2022 |